# Сарнія (Онтаріо)
Са́рнія (англ. Sarnia) — портове місто в провінції Онтаріо у Канаді. Знаходиться місто у графстві Ламбтон на річці Сент-Клер.
Населення міста 71419 осіб, агломерації — 88793 осіб (2006 рік).
До 1836 містечко носило назву Де Рапідс (англ. The Rapids); згодом назву змінено на Порт-Сарнія (англ. Port Sarnia). У 1857 назва знову змінено на Сарнія (англ. Sarnia).
Під час Другої світової війни Сарнія стала центром промислового виробництва каучуку з нафти. До 2008 в місті працював нафтоочисний завод компанії «Доу-Кемікал» (англ. Dow Chemical Company).

## Відомі люди
- Діно Сіссареллі — хокеїст НХЛ.
- Марі Прево (1896-1937) — американська акторка
- Дон Ворд (1935—2014) — канадський хокеїст
- Пет Вербек (* 1964) — хокеїст НХЛ.
- Александр Маккензі (1822—1892) — Канадський Прем'єр-міністр, довгий час жив і похований на місцевому кладовищі.
- Сід Меєр — розробник комп'ютерних ігор.
- Джеффрі Дастін — хокеїст НХЛ.
- Тім Бернгардт — хокеїст НХЛ.
- Дюк Гарріс — хокеїст НХЛ.